# Bovenkarspel-Grootebroek vasútállomás
Bovenkarspel-Grootebroek vasútállomás vasútállomás Hollandiában, Stede Broec községben,  településen.

## Vasútvonalak
Az állomást az alábbi vasútvonalak érintik:
- Zaandam–Enkhuizen-vasútvonal

## Kapcsolódó állomások
A vasútállomáshoz az alábbi állomások vannak a legközelebb:
- Bovenkarspel Flora vasútállomás
- Hoogkarspel vasútállomás